# صن دانسر

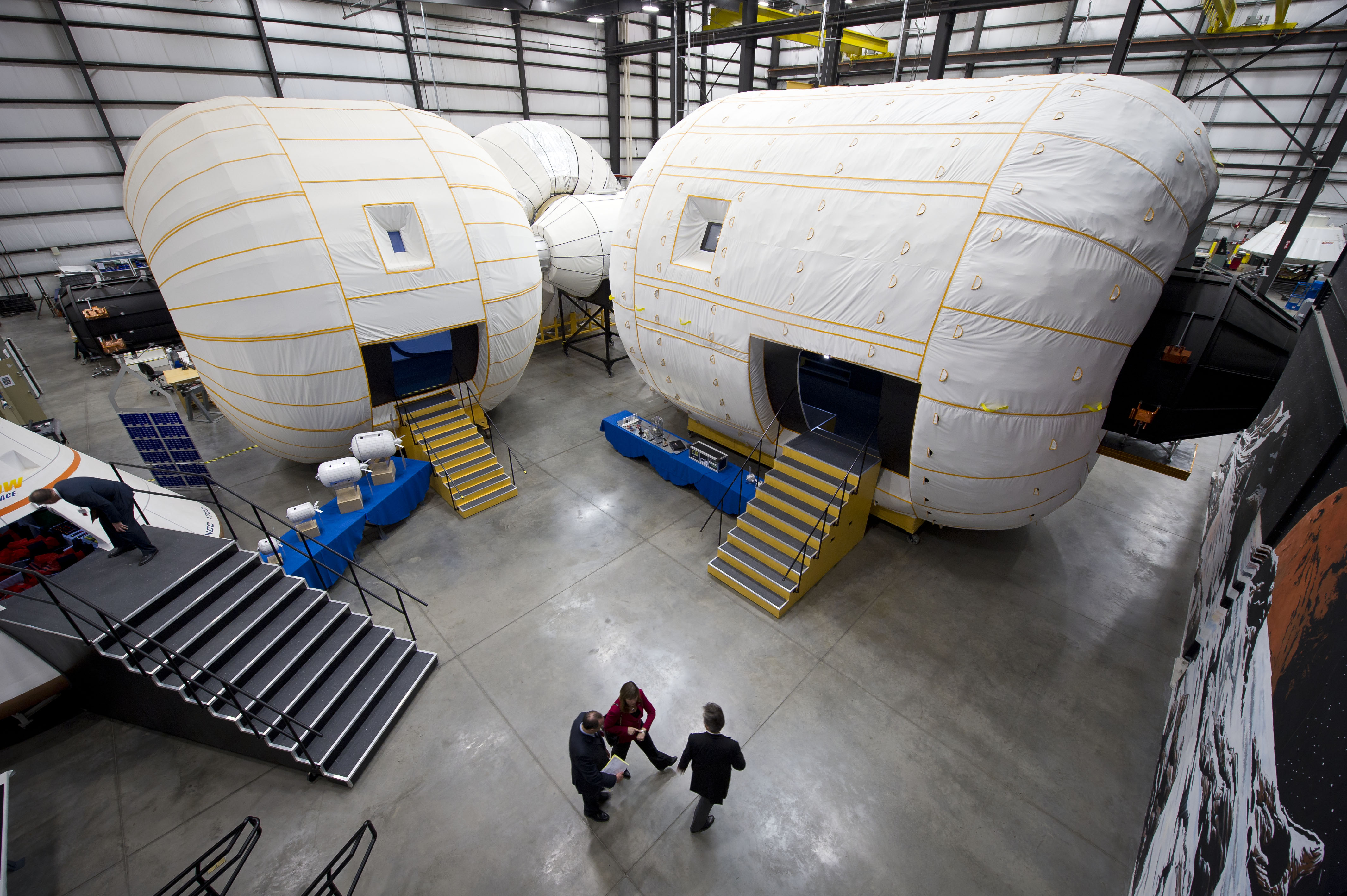

صن دانسر (بالإنجليزية: Sundancer) كانت نموذجًا أوليًا لمسكن فضائي خُطط أن يُطلق بواسطة شركة بيغلو إيروسبيس، وهي أول وحدة بشرية متمددة وقائمة على تقنية ترانس هاب الخاصة بوكالة ناسا. كان هذا النموذج سيُستخدم في اختبار الأنظمة المستخدمة في جهود الشركة لبناء محطات فضائية تجارية، بالإضافة إلى التحقق منها، خلال أوائل العقد 2010، وإذا نجحت هذه الأنظمة، كانت ستمثل أول قطعة في المحطة الفضائية التجارية المُقترحة.
بينما كانت صن دانسر قيد التشييد في محطة بيغلو بنورث لاس فيغاس في ولاية نيفادا، أعلنت الشركة في يوليو عام 2011 عن إزالة صن دانسر من مسار تطوير المحطة الفضائية التابعة للشركة، وأن الوحدة بي 330 ستكون أول وحدة إنتاج.

## تاريخ المركبة الفضائية ومستقبلها
خُطط لوحدة صن دانسر أن تكون رابع وحدة مدارية تابعة لشركة بيغلو إيروسبيس، وذلك طبقًا لإعلان الشركة الأول. ومع ذلك، أُعلن في أغسطس عام 2007 أن وحدة التطوير الثالثة غالاكسي لن تُطلق إلى الفضاء، وستعجل الشركة من برنامج صن دانسر؛ بسبب ارتفاع تكاليف الإطلاق الفضائي ومستوى نجاح أول وحدتين أطلقتهما الشركة. ستُشيد أنظمة دعم الحياة والأنظمة المتقدمة الأخرى التي خُطط لاختبارها بالفضاء على وحدة غالاكسي، مع احتمالية أن يشمل هذا المركبة نفسها أيضًا، لتُستخدَم في الاختبارات الأرضية.
خُطط لصن دانسر أن تُطلق على متن الصاروخ فالكون 9 التابع لشركة سبيس إكس، ولكن موعد الإطلاق كان يؤجَّل باستمرار. ففي عام 2007، أُعلن أن صن دانسر ستكون في المدار بحلول عام 2010، وأكدت شركة سبيس إكس على هذا التاريخ. وفي مارس عام 2008، تأجل هذا الموعد إلى عام 2011، وبحلول عام 2010، تأجل الموعد مرةً أخرى إلى عام 2014، وفي يوليو عام 2011، أُلغيت مهمة صن دانسر لتصبح وحدة بي 330 أول واحدة إنتاج.
كان مخططًا لصن دانسر أن تقضي فترة الستة أشهر إلى التسعة أشهر الأولى في المدار في وضع فحص لاختبار أنظمة الوحدة، على أن يعقبها بعثات تجريبية مأهولة عندما تصبح مركبات النقل متاحةً. وإذا ثبت نجاح هذه البعثات المأهولة، تخطط بيغلو لاستخدام صن دانسر لتكون نقطة البداية لأول مجمع فضائي تجاري. تسعى الشركة لإطلاق حافلة فضائية ذات دفع مشترك بالإضافة إلى وحدة التقاء مركزية لترسو وتلتحم وحدة صن دانسر بها، وسيعقب ذلك إطلاق وحدتين بالحجم الكامل من وحدة بي 330، واللتين ستتصلان بوحدة الالتقاء المركزية. ومن الممكن أن يعقب هذه المحطة عدة محطات أخرى مشابهة. وفي عام 2005، قُدر سعر رحلة الأسبوع الواحد إلى المجمع الفضائي بنحو 7.9 مليون دولار أمريكي.

## مركبة الإطلاق
ستحتاج وحدة صن دانسر، بسبب الكتلة والحجم الإضافيين عن الوحدات السابقة، مركبة إطلاق للرفع المتوسط حتى تُطلق الوحدة إلى المدار. تعاقدت شركة بيغلو مع شركة سبيس إكس لتقدم لها مركبة فالكون 9 لإطلاق الوحدة في عام 2014. دخلت شركة بيغلو أيضًا في مفاوضات مع شركة لوكهيد مارتن بخصوص إمكانية استخدام أطلس 5 باعتباره مركبة إطلاق للكبسولات الفضائية المأهولة، والتي ستكون مطلوبةً لتوصيل الطاقم، والسياح، والإمدادت إلى المسكن الفضائي الجديد.
وحتى عام 2010، لم يكن هناك أي مركبات فضائية تجارية لإيصال البشر إلى المدار، ما سيترك صن دانسر «وجهةً تنتظر وجود وسيلة نقل يمكن أن تصل إليها». وكانت شركة سبيس إكس تعمل على جعل مركبة فالكون 9، مع كبسولة الطاقم دراغون الخاصة بها، مركبتين بشريتين لحمل الركاب المتعاقدين بشكل خاص مع الشركة، بالإضافة إلى الركاب التابعين لوكالة ناسا إلى المدار الأرضي، وتعمل شركة بوينغ مع شركة بيغلو إيروسبيس لتطوير كبسولة الطاقم سي إس تي 100 لبرنامج الطاقم التجاري الخاص بوكالة ناسا (CCDev).